# Regnskab
Regnskab eller lidt bredere, regnskabsvæsen, beskæftiger sig med måling og formidling af informationer, som støtter ledere og andre beslutningstagere omkring allokering af ressourcer.
Eksternt regnskabsvæsen udgør en stor del af regnskabsvæsen og har traditionelt omfattet de processer, med hvilke finansiel information opsamles, klassificeres, summeres, fortolkes og kommunikeres til eksterne interessenter. Revision er en beslægtet, men dog adskilt disciplin, som sikrer, at et aflagt regnskab uden rimelig tvivl kan anses for korrekt. Internt regnskabsvæsen omhandler virksomhedernes interne økonomiske styring.
Såvel det eksterne som det interne regnskabsvæsen baserer sig på virksomhedens dataopsamling, som helt overvejende sker ved registreringer i det dobbelte bogholderi.
Regnskaber anvendes tillige i det offentlig og af privatpersoner – denne artikel afgrænses til anvendelse af regnskabsvæsen indenfor virksomhedsdrift.

## Historie
Regnskab kendes meget langt tilbage i historien. Nogle af de ældst kendte skriftlige kilder indeholder netop regnskabsopgørelser.
I 1494 udgav munken Luca Pacioli skrifter, som første gang tydeligt beskrev det dobbelte bogholderi. Herfra bredte det sig i de følgende århundreder over Europa. I Norden anvendte man ved småhandel karvestokken i stedet for kontrabog helt ind i 1700-tallet. Det var en firkantet stok, hvor mærker blev ridset ind på den ene side, og skyldnerens navn og tid for gælden på den anden. Så blev stokken kløvet på langs. Parterne fik hver sin del, så der kunne føres kontrol med mærkerne, som efterhånden blev glattet ud ved afbetaling. På fransk hed karvestokken bille, af latin bulla, hvoraf engelsk bill. I det britiske finansministerium var karvestokkene i brug ved mellemregninger så sent som til 1834.
I 1800-tallet og begyndelsen af 1900-tallet udarbejdede mange børsnoterede virksomheder i f.eks. USA regnskaber, som de lod revidere, uden at nogen regulering stillede krav herom.
Danmark indførte med Aktieselskabsloven af 1917 sin først regnskabsregulering, idet loven indeholdt to bestemmelser om regnskab (§§26 og 27). Den ene var en generalklausul: "Årsregnskabet skal udarbejdes i overensstemmelse med ordentlig og forsigtig forretningsbrug og under hensyntagen til tilstedeværende værdier og forretningsforpligtelser". Bestemmelserne fra 1917 bestod til 1973, hvor en ny version af Aktieselskabsloven kodificerede den praksis, som i mellemtiden havde udviklet sig.
I 1965 begyndte EU at arbejde med direktiver for regnskabsaflæggelse, men først i 1978 blev det 4. regnskabsdirektiv vedtaget. Fælles regnskabsstandarder anses for en afgørende forudsætning for at opnå fordelene ved kapitalens fri bevægelighed. I Danmark blev direktivet konverteret til national lovgivning med Årsregnskabsloven af 1981. Loven trådte i kraft med virkning fra 1. februar 1982.
Det 4. regnskabsdirektiv var præget af tysk regnskabstradtion med vægt på transaktionsbaseret opgørelse og forsigtighed. Internationalt er udviklingen gået i retning af værdibaseret opgørelse, og i konsekvens større international samhandel også udenfor EU er man i 2005 på vej til at implementere internationale standarder, eksempelvis via IFRS.

## Måling og indregning
En central problemstilling er hvilke poster skal medtages i regnskabet og i givet fald til hvilken værdi.

### Målingens genstand – en entitet
Et regnskab udarbejdes for en økonomisk enhed – også kaldet en økonomisk entitet. I de fleste tilfælde vil der være tale om et selskab, et firma eller en forening, og afgrænsningen af hvad hører til enheden henholdsvis hvad falder udenfor vil ikke volde vanskeligheder.

### Målingens formål
Formålet er at opgøre den værdi, virksomheden frembringer. Set over virksomhedens livsforløb er opgørelsen enkel – den frembragte værdi er det, som der til slut er mere i kassen end der oprindeligt blev indskudt. Regnskabsvæsenet beskæftiger sig med at opgøre denne værdiskabelse for kortere perioder.

### Målingen
Da målingen af virksomheden skal gennemføres, mens denne stadig er i gang, ville en umiddelbart let tilgængelig metode være at værdisætte alle aktiverne og fratrække værdien af gælden. Denne metode byder på to problemer: Værdiansættelse og synergi.
For mange aktivers vedkommende er det vanskeligt eller umuligt at opgøre en værdi. Hvad er f.eks. værdien af et indarbejdet varemærke? Og hvad skal en maskine medtages til – en genanskaffelsespris eller hvad den kan sælges (realiseres) til? (For gælden er dette problem ikke stort.)
Det største problem er dog, at værdiansættelsen af enkeltdelene helt overser, at virksomheden opnår en synergi ved anvendelse af aktiverne. Hele idéen med at drive en virksomhed er jo netop, at der skal skabes ekstra værdi ved anvendelse af aktiverne.
På grund af disse problemer – og på grund af den normalt ganske lange levetid for en virksomhed – anvender man i stedet på virksomhedens evne til at generere likviditet som et mål for virksomhedens værdi. Umiddelbart betragtet, skulle udviklingen i kassebeholdningen så være et godt mål for virksomhedens værdiskabelse. I praksis gælder ofte det modsatte – selv lønsomme virksomheder vil ved ekspansion behøve likviditet, og skrantende virksomheder kan ved øget gældsætning frembringe øget likviditet.
```
Manglende punkter:
[resultatopgørelsen som skøn for likviditetsgenerering]
[aktivitetsbasen – salg eller produktion – (aftaler)]
[matching – udgifter versus omkostninger]
[ikke realiserede]
[transaktionsbaseret vs værdibaseret]
```

## Regnskabets dele

### Resultatopgørelse, balance og pengestrøm
Resultatopgørelsen viser status ved regnskabsårets afslutning, f.eks. 31/12.
Balancen viser aktiver (tilgodehavender) og passiver (gæld, herunder egenkapital).
Pengestrøm kan komme fra driften, fra investeringer mv og hvis positiv så bidrager de til overskud, ellers modsat.
 Tekst mangler, hjælp os med at skrive teksten

### Regnskabspraksis og noter
Tekst mangler, hjælp os med at skrive teksten

### Beretning
Beretningen er at finde i starten af årsregnskabet og fortæller med ledelsens ord om det forgangne regnskabsår. Det letter forståelsen af tallene i selve regnskabet, at man kan se i beretningen hvilken indflydelse store ekstra-ordinære poster f.eks. har.
 Tekst mangler, hjælp os med at skrive teksten

## Det dobbelte bogholderi

### Debet-kredit-identiteten
Det dobbelte bogholderi baserer sig på ligningen (identiteten):
Aktiver = Gæld + Egenkapital
hvor aktiver populært sagt er det, virksomheden ejer, og gæld er det, som den skylder.
Efter en regnskabsperiode vil egenkapitalen være forøget med et overskud, der fremkommer som forskellen mellem indtægter og omkostninger:
Aktiver = Gæld + Egenkapitalprimo + Indtægterperiode – Omkostningerperiode
Sorteres denne ligning efter fortegn, fås:
Aktiver + Omkostningerperiode = Gæld + Egenkapitalprimo + Indtægterperiode
Ligningen viser nu, hvilke posteringer skal placeres i debet (til venstre) og kredit (til højre) – det bestemmes af hvor kontoen hører hjemme i ovenstående ligning.
Virksomhedens transaktioner med omverdenen medfører, at der skal gennemføres posteringer på konti. Der gælder, at debet-beløbet altid skal være lig kredit-beløbet; derfor skal en transaktion altid medføre mindst to posteringer.

### Eksempel
Nedenfor vises som eksempel bogføringen af en lille sommerforretning med limonadesalg og med følgende transkationer (der indgår ikke gæld i eksemplet):
1. Ejeren indskyder kontant 500 kr i forretningen. Dette forøger aktiverne (kassen) med 500 og forøger samtidigt egenkapitalen med 500.
2. Der indkøbes 20 l limonadekoncentrat à 10 kr/l. Der betales kontant, hvorfor (aktiverne) kassen reduceres med 200, men varelageret (også aktiverne) stiger samtidigt med 200.
3. Der købes en radioreklame for 100 – pengene går ud af kassen (aktiverne) og bliver til omkostninger.
4. Der sælges for 600 kr i løbet af dagen – pengene går i kassen (aktiverne forøges) og indtægterne forøges tilsvarende.
5. Det konstateres, at der efter dagen er 5 l limonadekoncentrat tilbage. Dette vil kunne benyttes i morgen, hvorfor det stadig repræsenterer en værdi på 50 kr. Forskellen op til varelagerets værdi (200) er 150. Varelageret (aktivet) reduceres med de 150 og omkostningen forøges med 150 – vareforbruget.
6. Ved periodeafslutningen 'løftes' saldi via resultatopgørelsen ud af indtægts- og omkostningskonti og derfra videre over til egenkapitalen. I eksemplet giver perioden et overskud på 350 kr (600-100-150), som forøger egenkapitalen til 850 kr.
7. Det ses, at den ny egenkapital svarer til værdien af aktiverne ved starten af næste dag.

```
                 --- Aktiver --- Omkost-  Egen-   Indt.
                  Kasse   Varer  ninger   kap.
                 ---+--- ---+--- ---+--- ---+--- ---+---
(1) Indskud      500|       |       |       |500    |
(2) Varekøb         |200 200|       |       |       |
(3) Reklame         |100    |    100|       |       |
(4) Salg         600|       |       |       |       |600
(5) Vareforbrug     |       |150 150|       |       |
                 ---+--- ---+--- ---+--- ---+--- ---+---
    Saldo        800|     50|    250|       |500    |600
(6) Resultatopg.    |       |       |250    |350 600|
                 ---+--- ---+--- ---+--- ---+--- ---+---
(7) Ny primo     800|     50|       |       |850    |
```

Det dobbelte bogholderi hindrer med kravet om, at debet-beløbet skal svare til kredit-beløbet, mange fejl, som ellers ville være svære at finde. Der kan dog stadig begås fejl; der kan posteres på forkerte konti, der kan benyttes forkerte beløb mm.

### Kontoplan
I forbindelse med anlæggelse af regnskabet defineres en kontoplan, som fastlægger hvilke konti der anvendes. Den overordnede inddeling vil normalt være de fem klasser defineret i identiteten ovenfor – aktiver, indtægter, omkostninger (udgifter), gæld og egenkapital – og herunder vil der være en artsinddeling. Kontoplanen kan tillige have supplerende dimensioner – se herom i konto-artiklen.

## Regnskabsregulering

### Regulering – for og imod
Der kan argumenteres for, at regnskabsregulering ikke er nødvendig eller ønskværdig. Alternativet til reguleringen er en markedsløsning, hvor långivere og kapitalindskydere forhandler regnskabskvaliteten med virksomheden. Fordelene ved denne løsning er:
- Der produceres kun den regnskabsinformation, som rent faktisk efterspørges af regnskabsbrugerne. Hermed indikeres, at regulering kan medføre, at der produceres information, som ingen eller få ønsker.
- Der produceres regnskabsinformation i den form, brugerne ønsker. Hermed indikeres, at reguleringen også i praksis kan komme til at virke som en øvre grænse for, hvilken informationer udarbejdes.

For regulering taler:
- Virksomheden er den eneste mulige udbyder af regnskabsinformation og har dermed monopol. Almindelig markedsteori siger, at en monopoludbyder vil sætte prisen for højt, og at der vil blive omsat for lidt.
- Regnskabsinformation er en kompliceret ydelse – transaktionsomkostningerne ved en informationshandel vil derfor blive uforholdsmæssigt store.
- Regnskabsinformation er et offentligt gode, som der under markedsvilkår produceres for lidt af.
- Ledelsen har i forvejen al informationen, og vil kunne fristes til at benytte denne uetisk til egen vinding eller i samarbejde med en dominerende koalition. Ved gennem regulering at give informationen fri, elimineres eller begrænses denne mulighed.

### Dansk og Europæisk regnskabsregulering
Regnskabsaflæggelse reguleres i Danmark ved Årsregnskabsloven, hvor den nu gældende lov er fra 2015. Årsregnskabsloven udfylder nogle rammer, som er udstukket ved EU'a regnskabsdirektiver (4. og 7. direktiv).
Årsregnskabslovens §7 differentierer kravende til regnskabsaflæggelsen, idet virksomhederne inddeles i fire klasser (A-D), hvor små privatejede virksomheder (A) stilles overfor ret lempelige krav, mens børsnoterede selskaber (D) skal producere og offentliggøre megen information.

## Andre regnskabstyper
- Grønt regnskab
- Socialt regnskab
- Videnregnskab